# Vinberg
Vinberg er en landsby i Vinberg sogn, Falkenbergs kommun, Hallands län, Sverige, ca. 7 km nordøst for Falkenberg. Byen har 654 indbyggere. Olof von Dalin, digter og historiker, blev født i Vinerg. 

## Idræt
Fodboldspilleren Magnus Svensson og floorballspilleren med samme navn  voksede begge op i Vinberg.